# Jurij Andruhovyč
Jurij Andruhovyč (ukr. Юрій Ігорович Андрухович, eng. Yuri Andrukhovych); (Ukrajina, Ivano-Frankivsk, 13. ožujka 1960.); je ukrajinski pisac, pjesnik, esejist i prevoditelj. Poznat je u međunarodnim književnim krugovima, i zajedno s Oleksandrom Irvanecom i Viktorom Neborakom osnovao je 1985. spisateljsku udrugu s intrigantnim i parodičnim nazivom Bu-Ba-Bu (ukr. Бурлеск-Балаган-Буфонада).   
Andruhovič je napisao niz poznatih djela, među njima pet novela, četiri kolekcije poezije, niz kratkih priča i dvije serije eseja. Posebno su poznata njegova djela Moskovijada (1993.) i Perverzija (1997.). Preveo je na ukrajinski jezik niz književnih djela s engleskog, njemačkog, poljskog i ruskog. Povremeno piše za ukrajinske tjednike poput «Zerkalo nedeli». Jurij je otac također poznate književnice Sofije Andruhovič. 

## Priznanja
Osim niza književnih nagrada, Andruhovič je za svoje briljantne eseje primio posebno priznanje Mirovnu nagradu »Erich Maria Remarque« grada Osnabrücka »zbog važnoga doprinosa otkrivanju gotovo nepoznatih predjela udaljene Europe«. Poznati roman Dvanaest prstena (2005.) nagrađen je Leipziškom književnom nagradom za europsko razumijevanje 2006. jer umjetničkom mješavinom mita i magije pripovijeda o »prestrojavanju jednoga društva u tranziciji i time usmjerava pogled Europljana na zaboravljeno središte kontinenta«. Djela Jurija Andruhoviča prevode se i objavljuju u Poljskoj, Kanadi, Sjedinjenim Američkim Državama, Njemačkoj, Mađarskoj, Austriji, Rusiji i Finskoj.
Hrvatski ukrajinist Damir Pešorda doktorirao je na na Filozofskom fakultetu u Zagrebu na temi  Dva tipa ophođenja s književnom tradicijom (Komparativna analiza romana Dvanadcjat' obručiv J. Andruhovyča i Bolja polovica hrabrosti Ivana Slamniga.

## Vanjske poveznice
- Jurij Andruhovyč  Arhivirana inačica izvorne stranice od 17. travnja 2009. (Wayback Machine)
- Yuri Andrukhovych, Ukraine - Poetry International Web (eng.)  Arhivirana inačica izvorne stranice od 23. srpnja 2011. (Wayback Machine)
- Yuri Andrukhovych, The Canadian Institute of Ukrainian Studies (CIUS)  Arhivirana inačica izvorne stranice od 8. lipnja 2010. (Wayback Machine)
- Yuri Andrukhovych's acceptance speech for this year's Leipzig Book Prize for European Understanding ruffled feathers in Germany. (eng.)